# 程世峨
程世峨（1940年7月—），重庆万县人，中华人民共和国政治人物。
1958年，就学于成都工业专科学校。1962年，进入北京市宣武塑料厂供职。1984年，升任北京市塑料工业公司副经理、总工程师；同年改任北京市二轻总公司副经理。1989年，任中共北京市石景山区区委常委。1993年，任中共北京市石景山区委书记。1997年，升任中共北京市委常委。2003年，任北京市政协主席。